# 이봉서
이봉서(李鳳瑞, 1936년 2월 24일 ~ , 평안남도 평양)는 상공부 장관과 동력자원부 장관 등을 역임한 대한민국의 공직자이자, 단암산업 회장인 기업인이다. 

## 학력
- 경기고등학교 졸업
- 서울대학교 경제학 학사
- 펜실베이니아 대학교 금융학 석사
- 하버드 대학교 경제학 박사

## 경력
- 대통령비서실 경제비서관
- 동력자원부 차관
- 제9대 동력자원부 장관
- 제36대 상공부 장관
- 아시아개발은행 부총재
- 국제화재해상보험 회장
- 단암산업 회장
- 제6대 한국능률협회 회장

## 참고 자료
- 이봉서 네이트 인물검색

| 전임 최동규 | 제3대 동력자원부 차관 1983년 10월 15일 ~ 1988년 3월 4일 | 후임 이진설 |

| 전임 최창락 | 제9대 동력자원부 장관 1988년 2월 25일 ~ 1990년 3월 18일 | 후임 이희일 |

| 전임 박필수 | 제36대 상공부 장관 1990년 12월 27일 ~ 1991년 12월 20일 | 후임 한봉수 |